# 伯爾伯泰什蒂鄉 (沃爾恰縣)
45°11′00″N 24°07′00″E / 45.1833°N 24.1167°E
伯爾伯泰什蒂鄉（羅馬尼亞語：Bărbătești）是羅馬尼亞的一個鄉份，位於該國西南部，由沃爾恰縣負責管轄，面積41平方公里，海拔高度439米，2002年人口3,766，人口密度每平方公里91人。